# Synästhesie

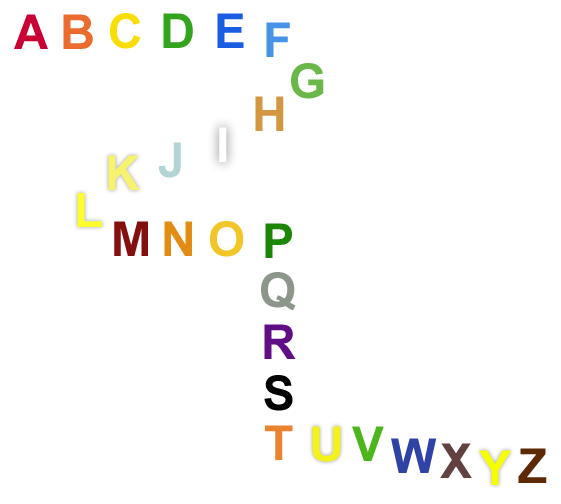
Das Alphabet in der individuellen Wahrnehmung eines Synästheten: Zu jedem Buchstaben gehört neben seiner Farbe auch noch eine ganz bestimmte Position im Raum.

Die Synästhesie (von altgriechisch συναισθάνεσθαι synaisthánesthai „mitempfinden, zugleich wahrnehmen“) bezeichnet hauptsächlich die Kopplung zweier oder mehrerer physisch getrennter Modalitäten der Wahrnehmung. Sie kommt durch Verflechtung von Sinnesmodalitäten zustande. Dies betrifft die Verbindung Farbe und Temperatur (beispielsweise die Verbindung „warmes Grün“), Ton, Musik und Räumlichkeit. Im engeren Sinne ist Synästhesie die Wahrnehmung von Sinnesreizen durch miterregte Verarbeitungszentren eines Sinnesorgans im Gehirn, wenn ein anderes Organ gereizt wird. Menschen, die Wahrnehmungen derart verknüpft erfahren, werden als Synästheten oder Synästhetiker bezeichnet.
Synästhesie tritt familiär gehäuft auf: In einer Studie gaben 43 % der Befragten an, dass mindestens ein weiterer Synästhet unter den Verwandten ersten Grades sei.
Synästhesien sind individuell verschiedene Wahrnehmungen. Sie sind für sich alleine keine Symptome von Störungen, können aber krankheitsbedingt auftreten – zum Beispiel nach Erblinden – oder durch Drogen, z. B. Halluzinogene, induziert werden.
In der Rhetorik steht der Begriff für das Vermischen von Sinnesebenen.

## Physiologische Normvariante

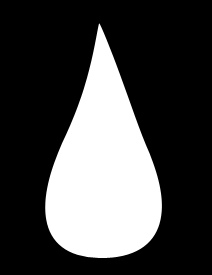
Ein Beispiel für Gefühlssynästhesie: Unbehagen zeigt sich als weißer Tropfen

Die Synästhesie, die unter normalen Bedingungen erlebt wird und typischerweise in der Kindheit entsteht, ist eine Normvariante der Wahrnehmung. Bei Synästheten löst ein Sinnesreiz von einer Sinnesmodalität eine zusätzliche „Wahrnehmung“ in mindestens einer anderen Sinnesmodalität aus. Das bedeutet, dass beispielsweise Töne über die Haut „streichen“, Geschmacksempfindungen verschiedene „Formen“ bekommen oder Bewegungen von einem „Klang“ begleitet werden. Es sind über 60 Varianten der Synästhesie bekannt. Nicht immer muss dabei ein sensorischer Stimulus vorliegen. Viele Synästheten nehmen Zahlen farbig wahr und bei manchen reicht die gedankliche Visualisierung der Zahl, um die Farbgebung auszulösen.

„Synästhesie ist ein Luxus; eine Spielart der Evolution, die es dem Bewusstsein erlaubt, durch die Verknüpfung der Sinne und die Kopplung mit Gefühlen mehr Informationen zu generieren. Wissenschaftliche Untersuchungen mit bildgebenden Verfahren haben nachgewiesen, dass Synästhetiker ein komplexer vernetztes Gehirn haben.“

Der Begriff der Synästhesie umfasst einige weitere Phänomene, die keine strikte Verknüpfung zwischen den fünf Hauptsinnen darstellen, weswegen eine neue Definition der Synästhesie diskutiert wird. Bei Gefühlssynästhesien sind Emotionen involviert. Es wurde festgestellt, dass Emotionen synästhetische Farben auslösen können und dass einige Personen Zahlen und andere abstrakte Stimuli personifizieren. Bei einzelnen Personen verursachen tastbare Materialien bestimmte Emotionen. Ein weiteres Phänomen ist das Fühlen einer Berührung am eigenen Körper, das durch die Beobachtung ausgelöst wird, wie eine andere Person berührt wird. Auch das gedankliche Visualisieren von Untertiteln, die gesprochene oder gedachte Wörter begleiten, wurde mit der Synästhesie in Bezug gesetzt. Zusätzlich zu den fünf Hauptsinnen kann die Motorik in Verbindung beispielsweise mit dem Hören ebenfalls eine Synästhesie auslösen. Dieses Phänomen würde sich dadurch äußern, dass die Person eine bestimmte Körperhaltung mit einem Klang assoziiert. Somit ergeben sich bei sechs Sinnesmodalitäten (Hören, Sehen, Schmecken, Fühlen, Riechen, Motorik) dreißig mögliche Zweierkombinationen von Modalitäten.
Der auslösende Stimulus einer Synästhesie wird in der englischsprachigen Literatur als Inducer bezeichnet. Die synästhetische Zusatzempfindung wird Concurrent genannt. Der Concurrent kann sich in Gedanken oder außerhalb der Gedanken befinden, wobei auch im letzteren Fall die Quelle der Wahrnehmung klar ist. Manche Synästheten können beispielsweise Geräusche nicht nur hören, sondern auch Formen und Farben dazu „sehen“. Das Geräusch bekommt zusätzlich zu den üblichen Eigenschaften diese weiteren Eigenschaften. Das Bild, das dabei entsteht, überlagert sich jedoch nur bei den wenigsten Synästheten mit dem Wahrgenommenen, sondern wird vor einem „inneren Auge“ sichtbar. Doch selbst wenn sich die synästhetische Zusatzwahrnehmung mit dem auslösenden Reiz überlagert, ist die Synästhesie als zusätzlich anzusehen. Der auslösende Stimulus wird nicht durch den Concurrent ersetzt, sondern weiterhin wahrgenommen, sodass beides, der auslösende Stimulus sowie der Concurrent, erlebt wird.
Die Synästhesien lassen sich klar von Halluzinationen unterscheiden: Wenn einem Synästheten zum Beispiel ein bestimmter Ton wie eine leuchtend orange Kugel vorkommt, dann ist ihm klar, dass in der Realität keine orange Kugel da ist, die er mit den Augen sehen könnte. Ebenso sieht auch ein Synästhet, der synästhetische Farben auf gedruckte Buchstaben projiziert, in welcher Farbe die Buchstaben geschrieben sind, und weiß, dass die synästhetischen Farbschattierungen vom Gehirn produziert sind. Wenn sich ein Synästhet eine Zahl automatisch in einer bestimmten Farbe vorstellt, lässt sich dies ein Stück weit mit anderen visuellen Gedanken vergleichen.
Meist wird in sensorische und kognitive Synästhesie unterschieden. Bei der sensorischen Synästhesie kommt es durch Stimulation eines Sinnes zu unwillkürlichen und gleichzeitigen synästhetischen Empfindungen in anderen Sinnessystemen. Beispielsweise kann der Klang eines Musikinstrumentes zu Farbwahrnehmungen führen. Bei der kognitiven Synästhesie erhalten Gruppen von Dingen (zum Beispiel Zahlen oder Buchstaben) sensorische Zuordnungen, wie Geruch und Geschmack. So werden beispielsweise Buchstaben als Farben wahrgenommen: der Buchstabe A = pink, der Buchstabe B = blau oder der Buchstabe C = grün.
Es wurde vorgeschlagen, die Unterscheidung in sensorische und kognitive Synästhesie zugunsten der Vorstellung der Ideästhesie aufzugeben. Dieser Begriff bezeichnet die Auffassung, dass synästhetisches Erleben immer einen kognitiven, also semantischen und einen sensorischen Aspekt besitzt. Der Auslöser oder Trigger der synästhetischen Empfindung ist demnach ein Konzept (beispielsweise die Bedeutung der Zahl „5“) und die synästhetische Wahrnehmung selbst ein sensorisches Attribut (im Ergebnis beispielsweise „blau“).

## Kategorisierung

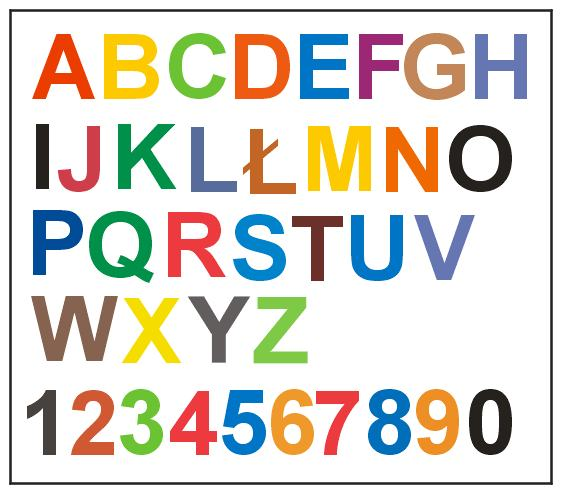
Farben-Synästhesie bei Buchstaben und Ziffern

Im Allgemeinen wird zwischen drei Formen der Synästhesie unterschieden:
1. Genuine Synästhesie: Alle Arten von Synästhesie, bei denen eine äußere Wahrnehmung unwillkürlich eine synästhestetische Wahrnehmung auslöst. Das Charakteristische an dieser angeborenen (genuinen) Synästhesie besteht in der Unveränderlichkeit des jeweiligen synästhetischen Eindrucks (ein Trompetenton z. B. geht immer mit einem blauen runden Eindruck einher).
2. Gefühlssynästhesie: ist eine Unterform der genuinen Synästhesie. Hier lösen Gefühle bei einigen Synästheten Wahrnehmungen aus, z. B. Farbensehen. Gefühlssynästheten bilden z. B. auf dem zweiten inneren „Bildschirm“ nicht den semantischen Inhalt aus einem anderen Sinneskanal ab, sondern vielmehr die dabei mitlaufenden eigenen emotionellen Gefühlszustände. Gefühlssynästhetische Wahrnehmungen unterliegen einer gewissen Varianz, denn ebenso wie die beteiligten Emotionen können sie nicht genau gleich reproduziert werden. Bei einigen genuinen synästhetischen Wahrnehmungen ist dies ebenfalls beobachtbar. So wird z. B. beim Farbenhören der Grundcharakter der Wahrnehmung von Musik zwar gleich bleiben (z. B. die Grundfarbnuance oder die taktile Beschaffenheit des Instrumentenklangs), aber ein Klang aus unterschiedlichen Quellen (verrauschtes Kofferradio versus HiFi-Anlage) ruft möglicherweise entsprechend unterschiedliche Wahrnehmungen hervor.
3. Metaphorische Synästhesie: ist ein wissenschaftlich noch nicht gut erforschtes assoziatives Phänomen, das bei jedem Menschen auftreten kann, bei dem Gefühlszustände mit zugeordneten imaginierten Wahrnehmungen einhergehen.[24]

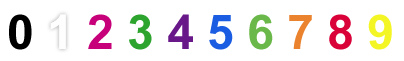
Farben-Synästhesie bei Ziffern – jeder sieht andere Farben

Beispiel einer assoziierten Graphem-Farb-Synästhesie, die mit einer Sequenz-Raum-Synästhesie verwoben ist: Zahlen haben in Gedanken Farben und nehmen räumliche Positionen ein

Beispiel einer projizierten Graphem-Farb-Synästhesie: Wie in der Gestalttheorie beschrieben, macht das Gehirn eine Auto-Vervollständigung des Gesehenen und verleiht ihm damit Eigenschaften, die nicht direkt aus den visuellen Informationen hervorgehen. Die weiße Farbe der Figuren macht eher einen glatteren, gleichmäßigeren und helleren Eindruck als die dreidimensionale, leicht unregelmäßig wirkende weiße Farbe des Hintergrundes. Außerdem entsteht der Eindruck einer Kante zwischen dem wahrgenommenen Objekt und dem Hintergrund. Gleichzeitig ist uns aber bewusst, dass die weiße Farbe überall gleich weiß ist. Auf eine ähnliche Art und Weise kann zum Beispiel auch die schwarze Druckfarbe der Zahl „5“ bei der Graphem-Farb-Synästhesie eine knallorange-tiefschwarze Wirkung haben, obwohl sie eindeutig als „schwarz“ gesehen wird.

Durch die Möglichkeiten der verschiedenen Kombinationen von Sinneseindrücken als Triggers („Inducers“) und darauffolgenden synästhetischen Wahrnehmungen als sogenannten „Concurrents“ gibt es verschiedene Formen der Synästhesie (Grossenbacher 1997). Am häufigsten sind Synästhesien, die durch sprachliche Codes (Buchstaben, Zahlen und Wörter) ausgelöst werden. Dabei sind die meisten Concurrents visueller Natur (Muster, Farben). Je nachdem, ob man auf den auslösenden Reiz (Inducer) oder die darauffolgende ausgelöste synästhetische Reizerfahrung (Concurrent) achtet, können verschiedene Kategorisierungen von Synästhesien vorgenommen werden (Flournoy, 1893). Ramachandran und Hubbard haben 2001 zusätzlich vorgeschlagen, dass die verschiedenen Synästhesieformen in „tiefere“ und „höhere“ Formen unterteilt werden – je nachdem, ob die Inducer auf einem tieferen Level, bei Tönen oder Lichtern, oder auf einem höheren Niveau der Verarbeitung, wie bei Buchstaben, Zahlen und Sequenzen, synästhetisch wirken. In Bezug auf die Concurrents kann konstatiert werden, dass die visuellen Eindrücke von einer eindrücklichen photoähnlichen Projektion bis hin zu einer überwältigenden geistigen Vorstellung reichen. Dixon hat 2004 diese zwei Extreme als Projektoren und Assoziierer beschrieben (Projector, Associator).
In der Erforschung der Merkmale von Synästhesie legte der US-amerikanische Neurologe Richard Cytowic sechs Merkmale fest, die hier in einer revidierten Fassung wiedergegeben werden:
1. Synästhesien finden unwillkürlich statt, brauchen aber einen Auslöser.
2. Synästhesien sind eindeutig unterscheidbar: Verschiedene Dinge rufen verschiedene synästhetische Wahrnehmungen hervor (zum Beispiel sind A und R beide rot, aber mit verschiedenen Farbtönen).
3. Synästhesien basieren auf einfachen und abstrakten Formen: Auslöser einer synästhetischen Empfindung sind oftmals abstrakte Formen (zum Beispiel geometrische Figuren).
4. Synästhesien sind erinnerbar: Synästheten können sich leicht an synästhetische Wahrnehmungen erinnern.
5. Synästhesien verlaufen in eine Richtung: Synästhesie ist mit einer Einbahnstraße vergleichbar; ein Synästhet kann zwar beim Musikhören Farben sehen, umgekehrt funktioniert das aber nicht. Dieser Punkt ist strittig. Manche Synästheten, die Zahlen, Formen oder Buchstaben farbig sehen, können eine Farbe oder eine Reihe von Farben in Zahlen, Formen oder Buchstaben unbewusst umwandeln.
6. Synästhesien sind noetisch: Synästheten bezeichnen das Gefühl zu ihrer Begabung als „natürlich“ (4 = natürlich grün); die Empfindung ist schon immer da gewesen.

## Häufigkeit
Während frühere Schätzungen von geringeren Zahlen ausgingen, zeigt eine neuere Studie, dass vier Prozent der Menschen eine Synästhesie haben könnten. Untersuchungen an einer Kunstschule zeigten, dass 23 Prozent der Schüler Synästheten waren. Über die Verteilung der Häufigkeit zwischen Frauen und Männern liegen voneinander abweichende Angaben vor, diese reichen von 1:1 bis 7:1.
Viele Synästheten sind sich der Besonderheit ihrer Wahrnehmung selbst nicht bewusst und erkennen ihre Synästhesie erst, wenn man sie darauf aufmerksam macht. Daher gibt es eine entsprechende Dunkelziffer.

Synästhesie ist international ein populärer Forschungsgegenstand, da man sich Erkenntnisse über die Funktionsweise der menschlichen Wahrnehmung erhofft. Die Medienaufmerksamkeit hat in den letzten Jahren zugenommen.
Für manche Betroffene gehört zur Synästhesie ein soziales Zusammengehörigkeitsgefühl. Früher wagten Synästheten seltener, anderen von ihrer besonderen Wahrnehmung mitzuteilen, da sie als Wahrnehmungsstörungen angesehen wurden. Dies hat sich im 21. Jahrhundert geändert. Synästhesie wird in der Wissenschaft nicht mehr als Störung angesehen, zumal sie von den meisten Synästheten als angenehm erlebt wird. Zudem erscheinen in den Medien verstärkt Beiträge über Synästhesie, so dass die Öffentlichkeit inzwischen besser informiert ist als zuvor.

## Ursachen
Als Ursache für die angeborene Synästhesie wird eine Mischung aus genetischen Gründen, Zufall und Erfahrung angenommen. Allerdings ist der Aspekt der angeborenen Synästhesie in der Wissenschaft umstritten. Da Synästhesie erst auftritt, wenn die auslösenden Sinnesreize (beispielsweise Intervalle, Klänge hören) erfahren und gelernt wurden, gehen Wissenschaftler zurzeit davon aus, dass Synästhesien nachgeburtlich entwickelt werden. Die Rolle der Erfahrung ist insbesondere offensichtlich, wenn gelernte Inhalte wie das Alphabet, Monate oder Wochentage eine Synästhesie auslösen.

## Erworbene Synästhesien
Zusätzlich zur häufig angeborenen Synästhesie gibt es auch die sehr seltene erworbene Synästhesie, die nach der Beeinträchtigung eines Sinnes (etwa bei Erblindung) oder einer Gehirnschädigung entsteht. Ein Beispiel dafür ist Jason Padgett, der durch eine Gehirnschädigung Savant-Fähigkeiten erwarb und seither plötzlich Mathematik als fraktale Bilder visualisierte oder aber auch Derek Amato, der durch eine starke Gehirnerschütterung eine Inselbegabung entwickelte und permanent Töne als Quadrate wahrnimmt, die er am Klavier in Kompositionen realisiert, obwohl er vor seinem Unfall noch nie Klavier gespielt hat.

## Auslöser

### Nonverbal visuell
Bei der Bewegung-Ton-Synästhesie (Motion Hearing Synesthesia) werden Bewegungen oder Blinklichter von einem synästhetischen Klang begleitet. Bei den akustischen Concurrents handelt es sich typischerweise um simple nonverbale Töne wie Piepstöne, brummende Töne oder Klopfgeräusche.
Als eine weitere Synästhesieform, die durch einen nonverbalen visuellen Auslöser induziert wird, wurde eine Farb-Geschmack-Synästhesie beschrieben. Weitere mögliche Synästhesien mit einem nonverbalen visuellen Auslöser sind zum Beispiel die Bewegung-Farb-Synästhesie, die Bewegung-Geruch/Geschmack-Synästhesie oder eine Synästhesie, bei der das Sehen einer Farbe einen synästhetischen Klang auslöst.

### Nonverbal akustisch
Die Ton-Farb-Synästhesie gehört zu den bekanntesten Synästhesieformen. Dabei können unterschiedliche Aspekte von gehörten Klängen oder Geräuschen (Tonhöhe, Timbre, Lautstärke, Intervalle) die Visualisierung bestimmen. Eine gehörte Tonhöhe kann auch bei Synästheten ohne ein absolutes Gehör die Farbgebung beeinflussen: In der Studie von Ward, Huckstep und Tsakanikos aus dem Jahr 2006 ist die synästhetische Farbgebung einer Person abgebildet, die ein relatives Gehör hat. Für Klaviertöne von verschiedener Tonhöhe nahm diese Person einen Farbverlauf von dunkelrot bis gelb (mit dunkelrot für die tieferen Töne, rot für Töne von mittlerer Höhe und gelb für die höheren Töne) wahr.
Töne können auch eine bestimmte Form haben oder Texturen auslösen (zusätzlich zur Ton-Farb-Synästhesie oder als eigenständige Synästhesien). Als nicht-visuelle Concurrents wurden zum Beispiel Gerüche, Geschmäcker oder ein Berührungsempfinden beschrieben. Eine Synästhetin berichtete, dass sie durch ihre Ton-Berührung-Synästhesie die Klänge von verschiedenen Instrumenten an verschiedenen Körperstellen als taktile Empfindungen spüre. Bei einer anderen Synästhetin lösten Intervalle von Tönen Geschmacksempfindungen (zum Beispiel süß, bitter) aus.
Die Synästhesien speziell im musikalischen Bereich werden im Abschnitt „Synästhesie und Musik“ genauer beschrieben. Im musikalischen Bereich kommen auch Synästhesien vor, die nicht durch gehörte Töne ausgelöst werden, sondern durch andere Aspekte im Bereich der Musik, beispielsweise durch Tonbezeichnungen.

### Geschmack oder Geruch
Während eines privaten Anlasses im Jahr 1980 bemerkte ein Synästhet gegenüber dem Neurologen Richard Cytowic, dass der Geschmack seines Essens nicht genügend Punkte hätte, sondern stattdessen leider fast kugelförmig wäre. Diese Geschmack-Form-Synästhesie weckte das Interesse von Richard Cytowic an der Synästhesie und verlieh dadurch der wissenschaftlichen Erforschung der Synästhesie einen enormen Aufschwung.
Weitere Concurrents, die bei manchen Synästheten durch Geschmack oder Geruch ausgelöst werden, sind zum Beispiel Farben, Klänge oder Berührungsempfindungen.

### Körperempfindungen
Somatosensorische Empfindungen wie Berührungen, Schmerz oder Temperaturempfindungen lösen bei einigen Personen eine Farbe, einen Klang, Geschmacksempfindungen oder einen sonstigen Concurrent aus. Diese Synästhesieformen sind noch nicht gut erforscht. Eine Einzelfallstudie von Simner und Ludwig aus dem Jahr 2012 beschäftigt sich mit der Berührung-Farbe-Synästhesie.

### Personen oder Emotionen
Die visuelle Beobachtung einer Person oder des emotionalen Ausdrucks einer Person, gehörte Emotionen, eigene Emotionen oder die affektive Komponente von Konzepten können eine Synästhesie auslösen. Die Forschungsgruppe von Ramachandran beschrieb im Jahr 2012 einen Synästheten, der synästhetische Farben als Farberscheinungen um die betreffenden Personen herum projiziert „sah“. Bei einer anderen Synästhetin, die synästhetische Farben um Personen projizierte, lösten auch manche Wörter (insbesondere Namen) Farben aus, wobei die Farbgebung der Wörter stark von der affektiven Komponente abhing.

### Sensorische Nachempfindung von beobachteten Berührungen
Ein bis zwei Prozent der Personen „fühlen“ bei einer Beobachtung, wie eine andere Person berührt wird, diese Berührung automatisch am eigenen Körper. Diese nachempfundene Berührung befindet sich an der entsprechenden Körperstelle, also am eigenen Arm, wenn eine andere Person am Arm berührt wird, oder am eigenen Bein, wenn eine andere Person am Bein berührt wird.
Dieses Phänomen wird in der englischsprachigen Fachliteratur als “Mirror-Touch Synesthesia” oder als “Mirrored Sensory Experience” (als eine Unterkategorie von sozial ansteckenden Phänomenen) bezeichnet; in deutscher Übersetzung Spiegel-Berührungs-Synästhesie.

### Sprache, Schrift oder Konzepte
Die Sprache hat die Besonderheit, dass sie einerseits die akustische und (mit der Schrift) auch die visuelle Modalität umfasst und andererseits mit semantischen Konzepten verknüpft ist. Beim Sprechen sind auch die Motorik und die Somatosensorik (Tastempfindungen, Propriozeption) involviert.
Die Sprache kann die Synästhesie auf der Ebene von einzelnen Buchstaben oder Zahlen (Grapheme), einzelnen gesprochenen Lauten (Phoneme) oder auf der Ebene von ganzen Wörtern auslösen. Darüber hinaus wurde auch eine Synästhesieform entdeckt, bei der verschiedene Schwimmstile synästhetische Farben auslösen.
Je nachdem, zu welcher Sinnesmodalität der auslösende sprachliche oder konzeptuelle Stimulus gehört, sind verschiedene Lokalisationen von synästhetischen Concurrents möglich. Bei sprachlich ausgelösten synästhetischen Farben gibt es diese möglichen Lokalisationen:
- eine maßgeschneidert auf das geschriebene Graphem projizierte Farbe, die vollständig mit dem Graphem verschmolzen ist (“Projector”)
- ein farbiger Schleier im Bereich des geschriebenen Wortes oder Graphems (“Projector”)
- eine farbige Kopie des Graphems, die über dem geschriebenen Graphem liegt (“Projector”)
- eine in der Vorstellung visualisierte Farbe, wobei die Farbe im dreidimensionalen Raum eine bestimmte Stelle hat, beispielsweise in der Nähe der sprechenden Person oder an einer festen Position relativ zum eigenen Körper (“Associator” oder auch “Mental Screen Projector”)
- eine in der Vorstellung visualisierte Farbe ohne räumliche Position der Farbe (“Associator”)
- ein bloßes Wissen, welche Farbe ein Graphem hat, ohne gedankliche Visualisierung der Farbe (“Know-Associator”)
- eine Farbe, die mit einem gesprochenen Phonem verschmolzen ist

In Bezug auf die Graphem-Farb-Synästhesie wurde die Frage diskutiert, ob sensorische Eigenschaften von Graphemen (etwa Kurven, Linien) oder die Einordnung in eine linguistische Kategorie (beispielsweise „Zahl 5“) den synästhetischen Concurrent auslöst. Es hat sich herausgestellt, dass bei zweideutigen Graphemen die Farbgebung davon abhängt, in welchem Kontext das Graphem präsentiert wird. Zudem hat ein Großbuchstabe typischerweise dieselbe Farbe wie der entsprechende Kleinbuchstabe, trotz unterschiedlichem Aussehen. Bei sehr vielen Synästheten scheint die linguistische Kategorisierung, nicht die sensorische Wahrnehmung, die Synästhesie auszulösen. Da sich die Synästheten stark voneinander unterscheiden, gibt es aber trotzdem Synästheten, bei denen sensorische Eigenschaften die Synästhesie auslösen könnten. Außerdem haben sensorische Eigenschaften der Grapheme manchmal auch bei Synästhesien, die durch die linguistische Kategorisierung der Grapheme ausgelöst werden, einen (subtilen) Einfluss auf die Farbgebung.

#### Sequenz-Raum-Synästhesie

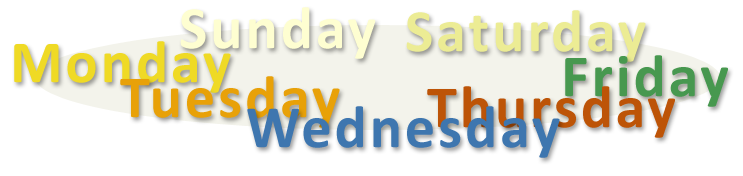
Zeit-Raum-Synästhesie bei Wochentagen. Beschreibung der Künstlerin:

Eine sehr häufige Form einer sprachlich oder konzeptuell ausgelösten Synästhesie ist die Sequenz-Raum-Synästhesie (“Sequence-Space Synesthesia”). Sie kommt nach einer Schätzung aus dem Jahr 2013 bei 9 %–14 % der Personen vor. Bei den auslösenden Sequenzen handelt es sich oft um Zeiteinheiten wie Wochentage oder Monate, um das Alphabet oder um Zahlen. Seltener sind Synästhesieformen dieser Art für andere sequenzierte Einheiten wie Schuhgrößen, Temperaturen, geschichtliche Epochen, TV-Kanäle.
Die Objekte innerhalb einer solchen Sequenz bekommen (in der Vorstellung) verschiedene Positionen im dreidimensionalen Raum. Die verschiedenen Objekte haben dabei relative Anordnungen zueinander. Die Tage einer Woche können zum Beispiel auf einer Ellipse arrangiert werden, die wiederum in einer Darstellung für ein Jahr verwoben sein kann. Die Anordnungen unterscheiden sich interindividuell teilweise sehr stark, bleiben aber innerhalb einer Person stabil. Bemerkenswert ist, dass es diesen Synästheten möglich ist, innerhalb dieser mentalen Visualisierungen die Perspektive, den Ausschnitt sowie die Größe der Abbildung zu variieren.
Die Unterart dieser Synästhesie, die sich nur auf Zeiteinheiten als auslösende Sequenzen bezieht, wird Zeit-Raum-Synästhesie (“Time-Space Synesthesia”) genannt. Die Unterart, bei der Zahlen die räumliche Vorstellung auslösen, ist im englischsprachigen Raum auch unter dem Begriff „Number Form“ bekannt.
Die Gehirnbereiche, die vor allem beim Verarbeiten wohlgeordneter Folgen aktiviert werden, und die Gehirnbereiche, die bei der Vorstellung von Dingen aktiviert werden, liegen beide nahe beieinander im Temporallappen (Eagleman 2009; Peissig). Dadurch können sich beide Gehirnbereiche gegenseitig aktivieren und die synästhetischen Wahrnehmungen auslösen.

#### Wort-Farb-Synästhesie, Graphem-Farb-Synästhesie

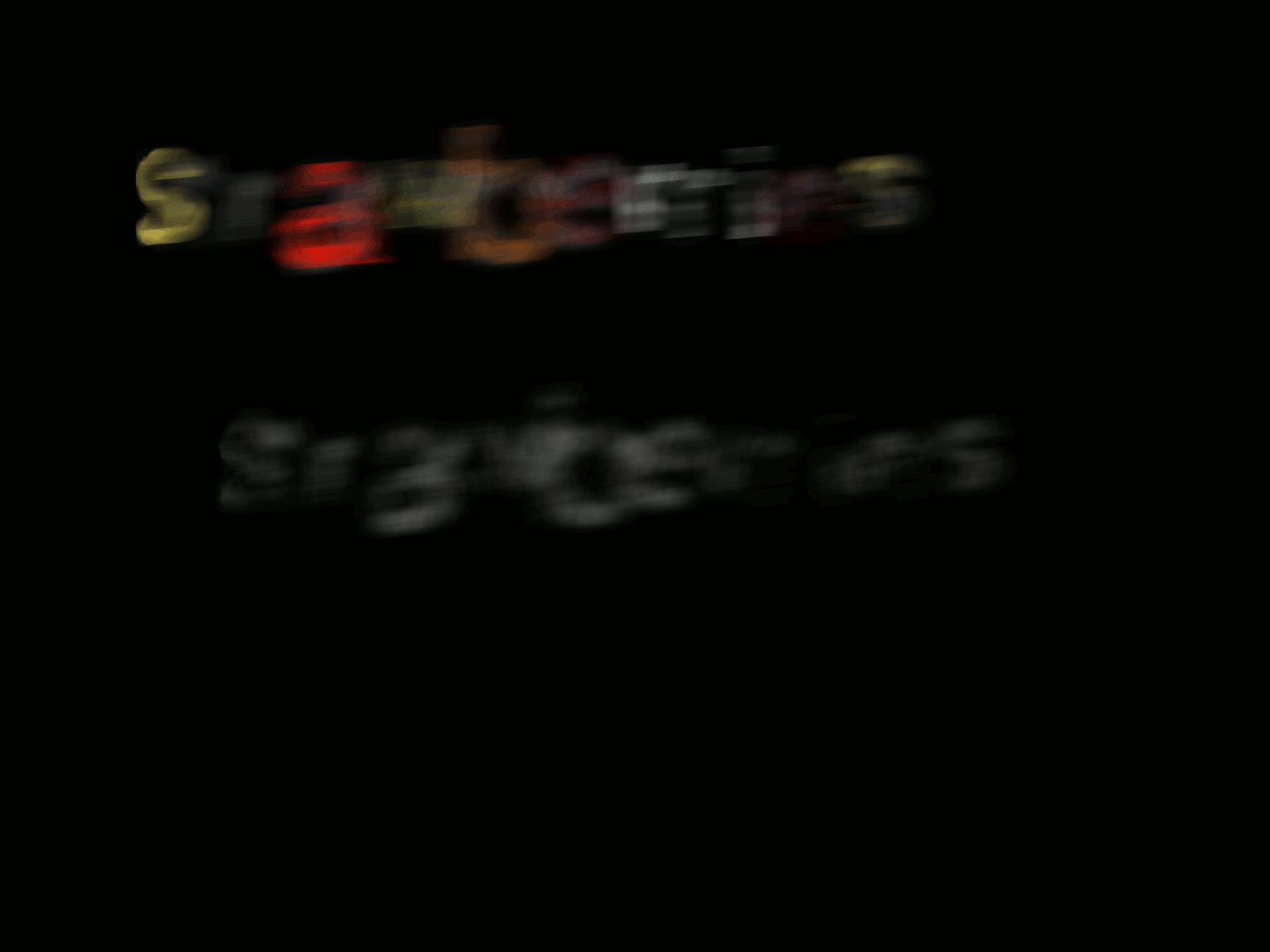
Beispiel eines automatisch visualisierten Untertitels beim Hören des Wortes “Strawberries”, kombiniert mit einer Graphem-Farb-Synästhesie. Unten ist der achromatische Bestandteil des Untertitels extrahiert.

Bei der Wort-Farb-Synästhesie lösen ganze Wörter oder Konzepte, oftmals Wochentage oder Monate, die synästhetische Farbe aus.
Bei der Graphem-Farb-Synästhesie lösen Grapheme wie Buchstaben oder Zahlen die synästhetischen Farben aus. Dies ist eine Synästhesieform, die zu den bislang am besten untersuchten Synästhesien gehört. Ihr Vorkommen in der Bevölkerung wird auf ungefähr ein Prozent geschätzt. Bei dieser Synästhesieform wurden große interindividuelle Unterschiede in Bezug auf das Erleben des farbigen Concurrents festgestellt (Associator, Projector). Die Graphem-Farb-Synästhesie ist bei manchen Synästheten mit der Sequenz-Raum-Synästhesie verlinkt. Dies äußert sich in einer räumlichen Vorstellung von farbigen Zahlen oder von farbigen Buchstaben des Alphabets.
Ein Anteil von ungefähr sieben Prozent der Bevölkerung visualisiert Untertitel, die automatisch die gehörten oder gedachten Wörter begleiten (“Ticker-Tape Experience”). Dieses Phänomen kommt damit häufiger vor als eine Graphem-Farb-Synästhesie oder eine Wort-Farb-Synästhesie. In Kombination mit einer Graphem-Farb-Synästhesie kann dabei jedes einzelne Graphem der Untertitel entsprechend eingefärbt sein.
Bei einer Gruppe von Synästheten lösen nicht die Grapheme, sondern die gesprochenen Phoneme die synästhetischen Farben aus.

#### Sprachlich ausgelöste Synästhesien mit anderen Concurrents
Neben Farben oder räumlichen Positionen lösen sprachliche Stimuli bei manchen Synästheten auch ganz andere Concurrents aus. Beim Savant Daniel Tammet lösen Zahlen nicht nur Farben, sondern auch weitere Concurrents wie Formen und Bewegungen aus. Besonders bekannt wurde die sehr seltene lexikalisch-gustatorische Synästhesie (“Lexical-Gustatory Synesthesia”). Bei ihr löst die Sprache oder Schrift Geschmacksempfindungen aus. Als Concurrent wurden auch Personifizierungen beschrieben: Bei der „Ordinal Linguistic Personification“ werden Elemente innerhalb von Sequenzen personifiziert. Elemente wie bestimmte Zeiteinheiten oder Zahlen bekommen Personeneigenschaften (beispielsweise Alter, Geschlecht) oder Charaktereigenschaften (beispielsweise nett oder zickig) verliehen.

## Synästhesie und Musik

Die Tonarten und Farben nach dem Quintenzirkel angeordnet

Als besondere Form der Synästhesie gibt es die Musik-Farben-Synästhesie: Dabei handelt es sich um das Erzeugen von Farbeindrücken durch Töne oder von Klangeindrücken durch Formen oder Farben. Diese Form der Synästhesie basiert somit auf Notennamen, Tonhöhen, Tonarten, Klangfarben und akkordischen Strukturen. Ändert man einen Ton, so ändert sich auch die synästhetisch empfundene Farbe beziehungsweise Farbkombination.
Bei der auditiv-visuellen Synästhesie gibt es sogenannte Korrespondenzregeln: So kommt es bei Veränderung von Lautstärke, Ton oder Tempo zum Variieren von Formen, Größen der Objekte und Helligkeiten.
Emotionales Erleben von Musik wird durch die visuelle Reaktion verstärkt. Die Synästhesie ist also zusätzlich, stört dabei aber keinesfalls das musikalische Empfinden.

## Absolutes Gehör

Klaviatur mit Ton-Farbe-Zuordnung nach Alexander Nikolajewitsch Skrjabin

Beim absoluten Gehör ist die Empfindung einer bestimmten, korrekten Tonhöhe unabhängig von einem hörbaren Ton. Der Absoluthörer kann sich zu einer beliebigen Tonbezeichnung oder einer bestimmten Klaviertaste die dazugehörige Tonhöhe vorstellen und wahrnehmen, ohne sie zu hören und spielen oder singen zu müssen. Die gleichzeitige Wahrnehmung von Tonhöhe und Tonbezeichnung oder von Tonhöhe und Klaviertaste kann auch mit der Empfindung von Farben einhergehen, so dass sogar drei Wahrnehmungen gleichzeitig auftreten: Klaviertaste, Tonhöhe und Farbe beziehungsweise Tonbezeichnung, Tonhöhe und Farbe. Der Komponist Michael Torke sagte, dass er sich nicht vorstellen könne, dass seine Klaviertasten-Farben-Synästhesie ohne absolutes Gehör möglich wäre. Auch der französische Komponist Olivier Messiaen und der österreichisch-ungarische Komponist György Ligeti waren solche Synästheten.
Auf der anderen Seite hatte der Komponist Alexander Nikolajewitsch Skrjabin kein absolutes Gehör und verfügte dennoch über eine Klaviertasten-Farben-Synästhesie. Seine Ansätze mündeten in der Entwicklung des nach ihm benannten photooptischen ANS-Synthesizers. Die Verknüpfung zwischen Tonhöhen und Farben spiegelt sich auch im Farbenklavier wider, das 1725 von Louis-Bertrand Castel erfunden wurde.
Die Synästhesie der Sinnesmodalitäten Hören und Farben-Sehen trat womöglich ebenfalls bei dem Künstler Wassily Kandinsky auf; jedoch ist nicht eindeutig geklärt, ob er selbst Synästhet war oder sich lediglich für die Thematik interessierte. So gibt es zahlreiche Zitate des Malers, die auf synästhetische Wahrnehmung oder Interessen hindeuten könnten:
„Die Farbe ist die Taste. Das Auge ist der Hammer. Die Seele ist das Klavier mit vielen Saiten.“ (Kandinsky 1911)

## Abgrenzung von cross-modalen Korrespondenzen

Bouba/Kiki-Effekt: Welche Form würden Sie als „Bouba“ bezeichnen und welche als „Kiki“?

Unter cross-modalen Korrespondenzen werden Zuordnungen von Aspekten einer Modalität zu Aspekten einer anderen Modalität verstanden, beispielsweise die Zuordnung von Tonhöhen zu räumlichen Höhen oder zu Helligkeiten. Die cross-modalen Korrespondenzen werden nicht zu den Synästhesien gezählt, sondern sind bei den allermeisten Menschen vorhanden. Weitere Begriffe für die cross-modalen Korrespondenzen (aber nicht für die Synästhesien) sind „Synesthetic Associations“ oder „Synesthetic Correspondences“. Von Marks, einem Pionier der modernen Synästhesieforschung, und Martino wurde auch der Begriff „schwache Synästhesie“ verwendet, um die cross-modalen Korrespondenzen zu bezeichnen.
Die wissenschaftliche Evidenz für das Vorhandensein von cross-modalen Korrespondenzen ist breit abgestützt: Spence und Deroy zitierten im Jahr 2013 eine ganze Reihe von Experimenten, bei denen cross-modale Zuordnungen gefunden wurden. Darunter wiesen einige Experimente cross-modale Zuordnungen der Tonhöhe zu räumlicher Höhe, Helligkeit, Größe oder Eckigkeit von Formen nach. Aber auch für andere Sinnesmodalitäten wurden cross-modale Korrespondenzen gefunden.
Eine bekannte nicht zufällige Zuordnung von Sprache zu Formen ist der Bouba/Kiki-Effekt: Fast alle Menschen ordnen das gesprochene Wort „Bouba“ eher einer Form mit rundlichen Wölbungen und das Wort „Kiki“ eher einer Form mit spitzen Winkeln zu als umgekehrt.
Wie sich die Synästhesie von den cross-modalen Korrespondenzen abgrenzen lässt, hängt davon ab, ob der auslösende Stimulus mittels einer Achse mit zwei Polen beschrieben werden kann (tiefer Ton – hoher Ton) oder ob der auslösende Stimulus aus vielen Kategorien besteht, wie dies bei den 26 verschiedenen Buchstaben bestehen kann. Auch bezüglich des Concurrents kommt es darauf an, ob er mit einer Achse aus zwei Polen beschrieben werden kann (dunkel – hell) oder mit mehreren Achsen (beispielsweise als Farbkreis). Wenn sowohl der Auslöser als auch der Concurrent jeweils mit bipolaren Achsen beschrieben werden können, gibt es grundsätzlich nur zwei Möglichkeiten, diese miteinander zu paaren (tiefer Ton = dunkel und hoher Ton = hell). In einer anderen Studie mussten Probanden einem Geschmack einen Ton zuordnen. Hierbei kam heraus, dass einem süßen oder sauren Geschmack eher ein hoher Ton zugeordnet wurde und einem bitteren oder umami Geschmack ein tiefer Ton. In Bezug auf Tonhöhe und Helligkeit wurde herausgefunden, dass sowohl Synästheten als auch Nichtsynästheten aus den beiden grundsätzlichen Zuordnungsmöglichkeiten die Möglichkeit „tiefer Ton = dunkel“ und „hoher Ton = hell“ wählen. Die Synästhesie lässt sich von solchen cross-modalen Korrespondenzen dadurch abgrenzen, dass die Synästhesie mit einem bewussten Erleben des Concurrents einhergeht (beispielsweise in Gedanken visualisiert), während im Rahmen von cross-modalen Korrespondenzen ein auslösender Stimulus keinen bewusst erlebten Concurrent auslöst.
Bei der Graphem-Farb-Synästhesie gilt dieser Grundsatz allerdings nicht mehr uneingeschränkt. Bei dieser Synästhesie besteht der Auslöser aus einer gewissen Anzahl von Kategorien (beispielsweise einige verschiedene Buchstaben). Die Farben sind ebenfalls keine Achse mit zwei Polen, sondern werden oft mit einem Farbkreis dargestellt. Dadurch gibt es nicht nur zwei, sondern sehr viele Kombinationsmöglichkeiten für die Zuordnung von Farben zu Graphemen. Es zeigte sich unter Synästheten und auch unter Nicht-Synästheten, dass verschiedene Personen bei ein paar bestimmten Graphemen zwar überzufällig häufig in der Farbwahl übereinstimmten, aber die verschiedenen Personen stimmten insgesamt über alle Grapheme hinweg betrachtet nicht gut miteinander überein. Dazu sind offenbar zu viele verschiedene Zuordnungsmöglichkeiten von Farben zu Graphemen vorhanden. In einer Studie konnten deshalb auch Personen als Graphem-Farb-Synästheten identifiziert werden, die nicht berichteten, die Farben zu „sehen“, sondern die davon sprachen, nur zu „wissen“, welche Farben die Grapheme haben. Diese Synästheten zeigten über die Zeit hinweg eine gute Konsistenz der Farbgebung der Grapheme und wurden von Ward, Li, Salih und Sagiv im Jahr 2007 als “Know-Associators” bezeichnet.

## Zeit-Raum-Synästhesie und mentale Vorteile
Die Zeit-Raum-Synästhesie ist eine Unterkategorie der Sequenz-Raum-Synästhesie. Es werden Zeiteinheiten in der Vorstellung räumlich angeordnet. Simner et al. haben in ihrer Untersuchung festgestellt, dass Synästheten mit dieser Begabung bei Erinnerungstests und Tests zur visuellen Erinnerung und Manipulation von Figuren, Bildern und Silhouetten erheblich besser abschnitten als normale Probanden.
Menschen mit ungewöhnlichen Fähigkeiten sind sehr selten und in vielen Fällen gehen diese Kräfte Hand in Hand mit ähnlich großen Defiziten in anderen Bereichen. Das wohl prominenteste Beispiel für eine vortreffliche Begabung, die durch schwere Defizite begleitet wird, war der Inselbegabte Kim Peek, dessen Lebensgeschichte als Vorlage für den 1988 erschienenen Film Rain Man des Regisseurs Barry Levinson diente. Aufgrund von Hirnfehlbildungen, unter anderem dem Fehlen des Corpus callosum, entwickelte Kim Peek nicht nur eine autistische Störung, sondern war ebenfalls in der Lage, Informationen sehr schnell aufzunehmen und fast fehlerfrei wiederzugeben (Hyperlexie) (Hughes 2010). Er konnte mit je einem Auge eine Seite eines Buches in 8 Sekunden lesen. Seine Wiedergaberichtigkeit lag bei Erinnerungstests, welche direkt danach durchgeführt wurden, bei 98 %. Normale Probanden lesen eine Seite in 48 Sekunden und erreichen durchschnittlich eine Wiedergabegenauigkeit von 45 % (Hughes 2010). Kim Peek war aufgrund seiner Defizite in anderen Bereichen jedoch weder in der Lage einer sinnvollen Beschäftigung nachzugehen, noch sich anzuziehen, geschweige denn ein eigenständiges Leben zu führen (Wisconsin Medical Society 2010).
Laut Simner besitzen Synästheten des Typus visuell-sequentiell gegenüber normalen Probanden massive Erinnerungsvorteile für das episodische und autobiografische Gedächtnis. Für beide Gruppen (Synästheten und Nicht-Synästheten) wurden die Jahreszahlen von Ereignissen, die während ihres Lebens stattgefunden hatten, abgefragt. Ebenfalls wurde ihr Wissen bezüglich Ereignissen im Bereich Film und Musik getestet. Aus der Differenz zwischen der tatsächlichen Jahreszahl und der durch den Probanden angegebenen Jahreszahl für das Ereignis wurde eine Fehlerdistanz errechnet. Synästheten hatten in allen Bereichen eine kürzere Fehlerdistanz als andere Probanden.
Neben Vorteilen im Erinnern von Ereignissen sind Synästheten ebenfalls besser im Bewältigen visueller Aufgaben. Synästheten schnitten gegenüber normalen Probanden beispielsweise in Versuchen zur Erinnerung räumlicher Anordnungen (3D-Test-Praxis) besser ab. Bei Tests zur Erkennung von 3D-Objekten anhand zwei dimensionaler Bilder, bei Aufgaben zur Manipulation von 3D-Figuren anhand zwei dimensionaler Bilder (“Mental Rotation Test”) und bei Aufgabenstellungen zum visuellen Kurzzeitgedächtnisses (“Patterns Test”) hatten Synästheten ebenfalls erhebliche Vorteile gegenüber Nicht-Synästheten (Simner 2009). Es ist bemerkenswert, dass visuell-spatiale Synästheten keine anderen Defizite besitzen, obwohl sie in Teilbereichen, die mit ihren Fähigkeiten zusammenhängen, überdurchschnittliche Leistungen erbringen können.
Simner hat in ihrer oben bereits erwähnten Untersuchung von Synästheten und Nicht-Synästheten mit dem “National Adult Reading Test”, der mit dem Wechsler-Intelligenztest zu 0,6 korreliert und ein Intelligenztest für prämorbide Intelligenz darstellt, keine Unterschiede zwischen Synästheten und Nicht-Synästheten bezüglich ihrer allgemeinen Intelligenz nachweisen können. In Bezug auf die Leistung in visuellen Aufgaben stellte Simner fest, dass die Vorteile der Synästheten gegenüber Nicht-Synästheten nicht direkt durch Vorteile in visuell-räumlichen Fähigkeiten begründet sind, sondern nur durch das Vorliegen der Synästhesie erklärt werden können. Durch die mentale Repräsentation des inneren Kalenders haben die Synästheten des visuell-spatialen Typus die Möglichkeit, leichter auf Gedächtnisinformationen zuzugreifen, was ihnen in Bezug auf das episodische und autobiografische Gedächtnis erhebliche Vorteile gegenüber normalen Probanden verschafft.
Murray führte die Fähigkeiten der visuell-spatialen Synästheten auf die Fähigkeit der Reifikation zurück. Unter Reifikation wird die Fähigkeit, abstrakte Konzepte in konkrete Darstellungen zu transferieren, verstanden. Auf die Untersuchung von Simner bezogen, würde dies heißen, dass normale Probanden bei der Abfrage der Ereignisse ihr Gedächtnis abgefragt hätten, bis ihnen die Information in den Sinn gekommen wäre, während die Synästheten ihren visuell-spatialen Kalender zur Hilfe genommen hätten. In extremen Fällen der Synästhesie könnten die Synästheten ihren inneren Kalender einer Inspektion unterziehen und die Information direkt ablesen.
Simners Untersuchung zeigte, dass die untersuchten Synästheten neben Erinnerungsvorteilen ebenfalls über Vorteile in visuell-räumlichen Aufgaben verfügten. Dies deutet darauf hin, dass Synästheten dieses Typus ihre Fähigkeiten auf neue Aufgaben transferieren können. Laut Simner können sie Objekte besser aus dem Gedächtnis visuell imaginieren und besitzen deshalb erhebliche Vorteile mentale Bilder zu kreieren.

## Synästhesie und Kreativität
Chakravatry (2010) beschreibt Kreativität als komplexes neuropsychologisches Phänomen, bei dem es hauptsächlich darum gehe, neue Verbindungen zu verstehen und auszudrücken. Nach Graham Wallas von 1926 werden bei diesem kreativen Prozess vier Stufen durchlaufen: Präparation, Inkubation, Illumination und Verifikation.
Präparation ist dabei der Aufbau der Fähigkeiten oder der Wissensbasis, die eine kreative Leistung auf einem Gebiet erst ermöglichen. Einstein und Newton beispielsweise mussten sich jahrelang durch ihre Studien auf ihre Entdeckungen vorbereiten. Auch andere kulturelle Leistungen sind erst nach einer gründlichen Vorbereitungsphase möglich.
Die nächste Phase wäre die Inkubationsphase, welche ebenfalls zu einer Art Vorbereitung gehört. Laut Chakravarty (2010) gehört diese Phase zu einem vorbereiteten Geist. Laut Hélie u. a.(2010) ist bei Inkubation eine Art implizite Prozessierung der aufgenommenen Informationen beteiligt. Inkubation wird von Chakravatry (2010) als ein Phänomen beschrieben, welches zwischen impliziter und expliziter Verarbeitung und impliziten und expliziten Wissen zu bestehen scheint.
Danach wird die Phase der Illumination durchlaufen, die man als eine Art Heureka-Erlebnis verstehen kann. Es ist der Moment in dem sich die Zeit der Vorbereitung und der Inkubation in einer Idee oder einer Entdeckung manifestieren.
Als letzte Stufen nennt Graham Wallace 1926 die kritische Prüfung einer Hypothese, einer Idee oder einer Entdeckung wie sie im wissenschaftlichen Diskurs üblich und notwendig ist.
Einige Savants sind durch ihre Begabung und ihr Wissen in einem spezifischen Feld fähig, enorme kreative Leistungen zu erbringen (Chakravatry 2010). Es ist nicht die allgemeine Intelligenz, welche die Inselbegabten dazu befähigt, sondern eine spezifische Intelligenz in einer Domäne. Das Wissen, das sie über Jahre angehäuft haben, kann dabei als eine Art fundierte Präparation angesehen werden. Synästheten des visuell-spatialen Typus haben durch Reifikation die Möglichkeit, konventionellen Wegen des Denkens zu entfliehen. Sie können Objekte imaginieren und manipulieren und dadurch andere Wege zu einer Lösung finden, vor allem, wenn es sich dabei um Aufgaben im visuellen Bereich handelt. Als Beispiel für solch synästhetisches Denken nennt Chakravarty (2010) Richard Feynman, einen Nobelpreisträger und Physiker, der seine Konzepte zuerst visuell imaginiert und sie erst darauf hin in mathematische Formeln übersetzt hat.
Indem Synästheten Sinne verbinden können, die ansonsten unverbunden sind, können sie neue Herangehensweisen für bestimmte Bereiche finden. Dies könnte ein Vorteil in der Phase der Inkubation und Illumination sein, denn die gedankliche Freiheit, Vorteile in der Perzeption (Hughes 2010) und die Möglichkeit neue unkonventionelle Denkweisen anzuwenden bzw. der Transfer von synästhetischen Fähigkeiten auf verwandte Aufgaben- und Problemstellungen (Simner 2006), kann sich positiv auf die Ideenproduktion und den kreativen Prozess insgesamt auswirken. Es gibt aus dem Bereich der Literatur und Musik verschiedenste Beispiele, die nahelegen, dass Synästheten durch ihre spezielle Begabung zu besonders kreativen Leistungen fähig sind. Chakravarty selbst nannte 2010 keine Geringeren als Kandinsky, Baudelaire und Rembrandt.
Laut Chakravarty (2010) würden viele Künstler mit Synästhesie oftmals ihre Fähigkeiten einsetzen, um Sinneseindrücke in einem anderen Kanal zu kommunizieren. Außerdem würde die Vernetzung verschiedener Sinne und verschiedener Hirnareale zum divergenten Denken und damit zur Kreativität beitragen. Neurologisch würde sich dieser Umstand dadurch äußern, dass Hyperkonnektivität zwischen ansonsten nicht oder weniger verbundenen Hirnarealen bestehen würde. Bei Synästheten des visuell-spatialen Typus ist der Gyrus angularis besonders hyper- oder hypostimuliert. Dies ist interessant, wenn man seine zentrale Lage als Verbindungsstelle in Betracht zieht. Die Koaktivierung verschiedener Areale des Gehirns würde zu einer Lösung einer Fixierung und einer Steigerung der Ideenproduktion beitragen. Synästheten, die im Alltag regelmäßig eine Koaktivierung verschiedener Hirnbereiche erleben, scheinen diese Fähigkeiten ebenfalls auf kreative Weise einsetzen zu können und schneiden auch bei Tests zum divergenten Denken und zur Kreativität besser als normale Probanden ab.
Auch Savants scheinen eine höhere Vernetzung lokaler Regionen aufzuweisen (Hughes 2010). Gleichzeitig scheinen globale Vernetzungen weniger vorhanden und eine zentrale Steuerung weitgehend gehemmt zu sein, was sich durch eine autistische Störung zeigt (Hughes 2010). Treffert nannte dies „die Beendigung der Tyrannei der linken Gehirnhälfte“. Durch eine Verletzung des linken Frontallappens würde es der rechten Gehirnhälfte ermöglicht, die Savant-Fähigkeiten zu entwickeln. Diese Fakten stützen die These, dass Synästhesie durch eine Koaktivierung und ungewöhnliche Vernetzung von Hirnarealen zu Stande kommt. Außerdem deuten sie auf eine Verwandtschaft des Savant-Syndroms mit der Synästhesie hin.

## Synästhesie und das Qualia-Problem
Es ist unklar, ob zwei verschiedene Personen, die dasselbe Objekt anschauen, dasselbe bewusste Erleben haben. Was die erste Person als ein „blaues Viereck“ erlebt, könnte eine zweite Person als das erleben, was die erste Person als einen „viereckig angeordneten Vanille-Duft“ bezeichnen würde. Es ist auch denkbar, dass die zweite Person als „blaue Farbe“ eine Sinnesempfindung erlebt, die der ersten Person überhaupt nicht bekannt ist. Die subjektiv erlebten Bewusstseinsinhalte werden als Qualia bezeichnet. Dazu gehören die bewusst erlebten Sinnesempfindungen wie etwa Farben, Töne und Gerüche, aber auch andere Bewusstseinsinhalte wie beispielsweise Emotionen. Das Rätsel, was diese Qualia wirklich sind, ist unter dem Begriff „Qualia-Problem“ bekannt.
Repräsentationalistische Ansätze zur Beschreibung des Qualia-Problems gehen davon aus, dass die bewussten Wahrnehmungen zwar nicht die äußere Realität selbst sind, aber die äußere Welt repräsentieren. Der objektive Repräsentationalismus geht davon aus, dass ein und dieselbe physikalische Eigenschaft von allen Personen mit derselben Sinnesempfindung repräsentiert wird. Es wird ein Abbild der Welt konstruiert, das die Welt ungefähr so abbildet, wie sie tatsächlich ist (vorausgesetzt, diese Eigenschaft kann mit den Sinnesorganen verarbeitet werden). Wenn verschiedene Personen dasselbe Licht mit den Augen sehen, haben sie dabei alle dasselbe bewusste Erleben. Es ist nicht so, dass eine Person als „rot“ das erlebt, was jemand als „blau“ bezeichnen würde, wenn er das Erleben der anderen Person kennen würde. Der subjektive Repräsentationalismus hält es hingegen für möglich, dass verschiedene Personen ein und denselben physikalischen Stimulus mit unterschiedlichen Sinnesempfindungen repräsentieren.
Die repräsentationalistischen Ansätze wurden mit einer Untergruppe von Synästhesien in Zusammenhang gebracht, bei denen der Concurrent als außerhalb der Gedanken und als eine inhärente Eigenschaft des auslösenden Stimulus empfunden wird. Es wird kontrovers diskutiert, ob diese Synästhesien eine Anpassung des Repräsentationalismus nötig machen. Falls solche Synästhesien aufzeigen, dass ein und dieselbe physikalische Eigenschaft von verschiedenen Personen mit unterschiedlichen Sinnesempfindungen erlebt wird, wäre die Möglichkeit falsifiziert, dass ein und dieselbe physikalische Eigenschaft von allen Personen mit derselben Sinnesempfindung wahrgenommen wird. Die Möglichkeit eines objektiven Repräsentationalismus wäre in diesem Fall widerlegt und der Repräsentationalismus müsste dementsprechend angepasst werden.

### Anpassung des Repräsentationalismus an die Synästhesie
Cytowic und Eagleman zitieren die Synästhetin D. S., die beschreibt, dass sich für sie akustisch ausgelöste Formen nicht vom Hören unterscheiden. Für sie sind sie Töne. Eine andere Synästhetin, die Töne als Formen fühlt, ging davon aus, dass es jedem so geht. Wenn Leute sagten, dass sie Töne nicht als Formen fühlten, war sie so überrascht, „als würden sie sagen, nicht zu wissen, wie man geht, rennt oder atmet“. Solche Beispiele haben Konsequenzen für den Repräsentationalismus. Solche Synästheten geben nach der Ansicht von Rosenberg einen Hinweis darauf, dass verschiedene Personen ein Stück weit unterschiedliche Sinnesempfindungen benützen, um ein und dieselbe Information aus der äußeren Welt zu repräsentieren.

### Sind Synästhesien mit einem strukturellen Ansatz beschreibbar?
Sollberger passt den Repräsentationalismus an diese Ansicht an und beschreibt einen strukturellen Ansatz. Er verwendet als Grundlage für diesen Ansatz auch diejenigen Synästhesien, bei denen der Concurrent außerhalb der Gedanken und als inhärente Eigenschaft des auslösenden Stimulus erlebt wird.
Gemäß Sollbergers Vorschlag muss eine Sinnesempfindung wie eine Farbe nicht an eine bestimmte physikalische Eigenschaft gebunden sein. Die Sinnesempfindung einer Farbe kann sich auf physikalisches Licht beziehen, oder auch auf Luftdruckunterschiede auf dem Trommelfell oder auf andere Sinne. (Damit ein Ton-Farb-Synästhet aber mit Sicherheit sagen kann, dass es sich bei der akustisch ausgelösten Sinnesempfindung um eine Farbe handelt, darf die Farbe selbstverständlich nicht ausschließlich Luftdruckunterschiede mit bestimmten Frequenzen repräsentieren, sondern muss auch bei der visuellen Wahrnehmung vorkommen und dort elektromagnetische Frequenzen repräsentieren. Nur so kann er mittels sprachlicher Kommunikation mit anderen Menschen feststellen, dass diese Sinnesempfindung als eine Farbe bezeichnet wird.)
Die Luftdruckunterschiede auf dem Trommelfell könnten auch als Spektrogramme wahrgenommen werden. Gemäß Sollberger bilden die Sinnesempfindungen die Informationen über die äußere Welt aber nicht irgendwie ab, sondern zielen dabei auf die Strukturen ab, die biologisch relevant sind. Bei den akustischen Informationen werden deshalb nicht alle Informationen gleichermaßen als unübersichtliches Spektrogramm abgebildet. Stattdessen wird unter anderem auf eine Struktur der akustischen Informationen fokussiert, die üblicherweise dem Erleben einer Tonhöhe zugeordnet wird, und auf Strukturen, die typischerweise dem Erleben des Timbres zugeordnet werden. Welche Sinnesempfindung eine Person aber verwendet, um Strukturen der äußeren Welt zu repräsentieren, ist irrelevant, solange damit die Strukturen der äußeren Welt so repräsentiert werden, dass sich die Person in der äußeren Welt zurechtfinden kann. Die Sinnesempfindung „Helligkeit“ ist zum Beispiel eine Achse mit zwei Polen und eignet sich deshalb, um Strukturen der äußeren Welt abzubilden, die durch zwei Pole beschrieben werden können, wie dies bei visuellen Helligkeiten oder akustischen Tonhöhen sein kann. Eine akustisch ausgelöste Farbe oder Form kann deshalb genauso gut eine echte akustische Wahrnehmung sein wie eine Tonhöhe oder ein Timbre, falls die Zuordnung zu den korrespondierenden akustischen Strukturen der äußeren Welt klar ist. Es wird vermutet, dass die synästhetischen Sinnesempfindungen (so wie auch die nicht-synästhetischen Sinnesempfindungen) dazu genutzt werden, um Informationen über die äußere Realität zu interpretieren und relevante Aspekte zu betonen.
Die Evidenz spricht dafür, dass dies möglich sein könnte. Die Zuordnung der synästhetischen Sinnesempfindungen zu den korrespondierenden physikalischen Eigenschaften ist vorhanden. Synästhesien gehen mit einer funktionierenden Orientierung in der äußeren Welt einher. Wenn beispielsweise Ton-Farb-Synästheten eine akustisch ausgelöste Farbe erleben, dann ist ihnen klar, dass sich dieses Farberlebnis auf bestimmte akustische Frequenzen bezieht. Ein visualisierter Ton wird nicht für ein sichtbares Objekt in der Luft gehalten. Synästheten verwechseln nicht die Quellen der Wahrnehmungen.

### Keine Anpassung des Repräsentationalismus nötig
Es wurden zwei verschiedene Möglichkeiten diskutiert, die Synästhesie so zu interpretieren, dass der Repräsentationalismus nicht angepasst werden muss. Nach diesen Ansichten kann der objektive Repräsentationalismus beibehalten werden, nach dem ein und dieselbe physikalische Eigenschaft von allen Personen mit derselben Sinnesempfindung erlebt wird.

#### Weitere bemerkte physikalische Informationen?
Diese Hypothese bezieht sich auch auf diejenigen Synästhesien, bei denen die synästhetische Sinnesempfindung als außerhalb der Gedanken empfunden wird. Diese Synästhesien weisen gemäß dieser Ansicht möglicherweise nicht nach, dass verschiedene Personen ein und derselben Eigenschaft der äußeren Welt verschiedene Sinnesempfindungen zuordnen. Es ist auch denkbar, dass synästhetische Sinnesempfindungen zusätzliche Informationen aus der äußeren Welt repräsentieren. Die synästhetischen Sinnesempfindungen könnten sich auf Informationen über die äußere Welt beziehen, die von Personen ohne diese synästhetischen Sinnesempfindungen nicht beachtet werden. Demnach würden die synästhetischen Sinnesempfindungen also wahre Eigenschaften der äußeren Welt zeigen, die andere Personen nicht mitbekommen. Bei den Synästhesien, bei denen jede Tonhöhe eine bestimmte Farbe hat, ist diese Argumentation aber in Frage gestellt. Durch das Erleben der Farbe scheint keine weitere physikalische akustische Information repräsentiert zu werden als bereits durch das Erleben der Tonhöhe.

#### Synästhesie als „falsche“ Wahrnehmung?
Alter sowie Lycan beschreiben eine weitere Möglichkeit, Synästhesie zu interpretieren. Durch diese Möglichkeit schließt die Synästhesie nicht aus, dass ein und dieselbe physikalische Information auch von allen Personen mit derselben Sinnesempfindung repräsentiert wird. Der objektive Repräsentationalismus kann ihrer Ansicht nach beibehalten werden. Alter sowie Lycan beziehen sich auch auf diejenigen Synästhesien, bei denen der Concurrent eher wie eine echte Wahrnehmung als wie ein Gedanke erlebt wird. Ihre Hypothese besagt, auf das Beispiel einer Ton-Farb-Synästhesie übertragen, dass eine akustisch ausgelöste Farbe auch eine Lichteigenschaft repräsentieren könnte. Die synästhetische Farbe steht zwar mit Tönen im Zusammenhang, würde aber möglicherweise für physikalisches Licht stehen, das heißt, physikalisches Licht repräsentieren. Dies lässt sich mit der Wahrnehmung eines optischen Nachbildes vergleichen, das beispielsweise entsteht, wenn man zu lange auf eine Farbe geschaut hat und danach auf eine weiße Fläche schaut. Das Nachbild wird so empfunden, als repräsentiere es ein physikalisch vorhandenes Licht. Es wird aber erkannt, dass es sich dabei um eine falsche Repräsentation von Licht handelt: Das Licht ist nicht wirklich vorhanden. Die akustisch ausgelösten Formen und Farben könnten auf eine ähnliche Weise auch physikalische Lichteigenschaften repräsentieren und somit so empfunden werden, als wären sie mit den Augen sichtbar. Die Synästheten wüssten dabei aber (wie bei einem Nachbild), dass dieses Licht nicht tatsächlich vorhanden ist. Dementsprechend besteht die Möglichkeit, dass diese Synästheten die akustischen Informationen genau so wie andere Menschen nur durch Tonhöhen und Timbres repräsentieren, während die synästhetische Farbe (fälschlicherweise) physikalisches Licht repräsentiert. Da diese Möglichkeit besteht, sind die Synästhesien keine Gefährdung für die Theorie, dass ein und dieselbe physikalische Information von allen Personen mit derselben Sinnesempfindung repräsentiert wird.
Sollberger widerspricht dem. Auch er bezieht sich ausschließlich auf diejenigen Synästheten, die ihre synästhetische Sinnesempfindung als außerhalb der Gedanken erleben, und zwar als eine inhärente Eigenschaft des auslösenden Stimulus. Gemäß seinem Einwand ist bei diesen Synästheten beispielsweise eine akustisch ausgelöste Farbe keine Wahrnehmung, die ähnlich wie ein Nachbild physikalisches Licht repräsentiert und irreführend wäre, wenn die Synästheten diese nicht hinterfragen würden. Diese Synästheten sehen keine pseudohalluzinatorischen Lichtflecken, die gedanklich korrigiert werden müssten, damit eine Orientierung in der äußeren Welt möglich ist. Die synästhetische Sinnesempfindung wird von diesen Synästheten von vornherein als ein Bestandteil des auslösenden Stimulus wahrgenommen. Dies ist vergleichbar mit einer gedanklichen Farbe, die von vornherein als ein Gedanke empfunden wird und nicht wie ein mit den Augen gesehenes Nachbild. Auch eine gesehene Farbe wird automatisch als mit den Augen gesehen empfunden und nicht als eine gedankliche Farbe. Damit vergleichbar empfinden diese Synästheten eine akustische Farbe von vornherein als eine Repräsentation von physikalischen akustischen Informationen und nicht als Gedanke oder als Repräsentation von physikalischem Licht. Aussagen von Synästheten, wie diejenige der Synästhetin D. S., die sagte, dass die Formen von Tönen ein Teil davon sind, was das Hören ist, können nach Sollbergers Ansicht wortwörtlich genommen werden. Auf die projizierte Graphem-Farb-Synästhesie übertragen heißt dies, dass die synästhetische Farbe nicht fälschlicherweise als Repräsentation der Schriftfarbe wahrgenommen wird, sondern als Repräsentation des Auslösers, also der Erkennung des Graphems. Diese Synästheten sehen gemäß Rosenbergs Ansicht an ein und derselben Stelle zum einen die Farbe, welche die Schriftfarbe repräsentiert und zum anderen die synästhetische Farbe, welche die Erkennung des Graphems repräsentiert.
Auvray und Deroy widersprechen auch der Hypothese von Alter und Lycan, dass Synästheten den auslösenden physikalischen Stimulus mit denselben Sinnesempfindungen wahrnehmen würden wie alle anderen Personen (während der synästhetische Concurrent fälschlicherweise eine nicht vorhandene physikalische Eigenschaft repräsentieren würde). Sie benützen eine sehr ähnliche Argumentation wie Sollberger. Sie betonen dabei, dass Synästheten, die den Concurrent als außerhalb der Gedanken wahrnehmen, ihn typischerweise als mit dem auslösenden Stimulus verschmolzen erleben. Übertragen auf ein Beispiel einer möglichen Ton-Form-Synästhesie bedeutet diese Aussage, dass nicht einerseits ein Klang erlebt und andererseits mit den Augen eine Form gesehen wird, die wie ein Nachbild in der Luft schweben würde. Stattdessen werden der Klang und seine Form miteinander zu einer einzigen Wahrnehmung verschmolzen erlebt. Der Klang selbst ist geformt. Die Form repräsentiert nicht wie ein Nachbild Licht, sondern akustische Eigenschaften. Solche Synästhesien geben deshalb auch gemäß der Ansicht von Auvray und Deroy einen Hinweis darauf, dass ein und derselbe physikalische Stimulus möglicherweise von verschiedenen Personen mit unterschiedlichen Sinnesempfindungen wahrgenommen wird. Der Repräsentationalismus müsste ihrer Ansicht nach möglicherweise daran angepasst werden.

## Geschichte der Synästhesieforschung
Die älteste, allgemein anerkannte, Beschreibung von Synästhesie stammt vom Arzt Georg Tobias Ludwig Sachs. Selbst ein Synästhet, beschrieb er die Symptome 1812 in seiner Dissertation. 1866 wurde der Begriff Synästhesie vom Neurophysiologen Alfred Vulpian erstmals gebraucht. Dieser versuchte dadurch ein Wort zu kreieren, das den Transfer von Reizen auf Nerven, die nicht für die Weiterleitung der Reize spezifisch sind, beschreibt. Bis heute hat sich der Begriff aber auch für spezifische produktive Verfahren in künstlerischer und literarischer Darstellung durchgesetzt. Er setzt sich zusammen aus den altgriechischen Wörtern syn (zusammen) und aisthesis (Empfindung). Bis dato haben viele Wissenschaftler versucht, neue, andere Namen für das Phänomen zu finden. Am geläufigsten ist der französische Begriff audition colorée (Abk. a. c.), der mit „farbig hören“ zu übersetzen ist und sich auf eine sehr häufig vorkommende Form der Synästhesie bezieht.
Man kann sagen, dass tatsächliche Forschung zur Synästhesie erst ab dem 20. Jahrhundert betrieben wurde, diese wurde im Verlauf systematischer, jedoch unter der Bedingung, dass das Interesse an dem Thema unbeständig war. Viele verschiedene Disziplinen versuchten sich mit Erklärmodellen, was letztendlich zu der Erkenntnis führte, dass Synästhesie die Grenzen von Wissenschaftsdisziplinen ignoriert. Diese Erkenntnis wurde erst ab 1925 in Deutschland umgesetzt, fortan konnte man von „Synästhesieforschung“ sprechen. Insbesondere Georg Anschütz und sein Assistent Friedrich Mahling sowie
Albert Wellek publizierten über dieses Thema, hierzu weiter unten.
Wegbereitend für Begriffsfindungen und Grundlagen der eben beschriebenen Synästhesieforschung sind die beiden Schweizer Mediziner Eugen Bleuler und Lehmann. Sie brachten bereits 1881 eine Studie mit 77 Testpersonen zur Synästhesie heraus. Um einen Ansatz und eine gemeinsame Sprache in Hinblick auf die Lösung des Problems zu finden, schufen sie folgende Kategorien, die sich auf die Natur der Synästhesie bezogen:
- Schallphotismen
- Lichtphotismen
- Geschmacksphotismen
- Geruchsphotismen
- Farb- und Formvorstellung für Schmerz, Wärme und Tastempfinden
- Farbenvorstellung für Formen

Der Wissenschaftler Théodore Flournoy veröffentlichte 1893 Des phénomènes de synopsie, ein Standardwerk dieser Zeit. Inspiriert von der Arbeit von Bleuler und Lehmann, fügte er weitere Punkte an, um Synästhesien zu unterscheiden. So wollte er, neben der Natur der Synopsie nach Bleuler und Lehmann, außerdem die originen sensoriellen Ursachen („Idee“) und die Intensität der Synopsien betrachten.
Des Weiteren teilte er die Phänomene der Synopsie in
- Photismen
- Schemata (Schemes) a) Symbole b) Diagramme
- Verkörperungen (Personnifications)

Flournoy war zudem Mitglied einer Kommission des Congrès international de Psychologie physiologique (1890), dessen Aufgabe es war, sich mit audition colorée-Phänomenen zu befassen, und stellte zudem prinzipielle Fragen in Bezug auf die Synästhesie, so ob sie angeboren oder erworben, psychologisch oder physiologisch und eine Vorstellung oder tatsächliche Empfindung sei.
In diesen Zusammenhang beeinflusst Flournoy verschiedene Wissenschaftler, Richard Henning zum Beispiel vermutet 1896 zum einen „physiologisch chromatische Synopsien“ (also zwangsmäßige und ohne eigenes Zutun hervorgerufene Synopsie) sowie „psychologisch chromatische Synopsien“ (also urteilsmäßig entstandene, aber enge und untrennbare Verknüpfungen).
Deutlich wurde, dass das synästhetische Problem, und darin einigte man sich im Laufe der zweiten Hälfte des 19. Jahrhunderts, eine Analogiebildung forderte und damit eine Zusammenführung und Zusammenarbeit der Disziplinen auf der Suche nach der „höheren Formel“, „verborgenen Synthese“ (Goethe). Doch vorerst forschten die Vertreter einzelner Wissenschaften allein. Eine Auflistung der Herangehensweisen der verschiedenen Wissenschaften erfolgt in Friedrich Mahlings Aufsatz Das Problem der audition colorée von 1926.

## Neurophysiologische Erkenntnisse
Große technische Fortschritte in den 1980er und 1990er Jahren erlaubten es den Forschern, das menschliche Gehirn genauer zu untersuchen. Durch neurophysiologische Untersuchungsmethoden wie die funktionale Kernspintomographie (fMRT) oder das EEG konnten die Wissenschaftler das Geschehen im Gehirn nachvollziehen und erkennen, wann welcher Teil des Gehirns aktiv ist. Neurowissenschaftler wie Richard Cytowic vermuten nun, dass jeder Mensch von Geburt an über Nervenverbindungen zwischen dem sensorischen System, das den auslösenden Reiz verarbeitet, und demjenigen, in dem ein zusätzlicher Sinneseindruck entsteht, verfügt. Die Fähigkeit zur Synästhesie sei demnach angeboren und nicht erlernbar.
Cytowic fand bei Untersuchungen der Gehirne von Neugeborenen heraus, dass diese Nervenverbindungen nach circa drei Monaten anfangen zu verkümmern oder ganz zu verschwinden. Die Tatsachen, dass die Synästhesie eher bei Kindern als bei Erwachsenen vorkommt und dass Synästheten den Beginn ihrer Synästhesie in ihrer Kindheit ansetzen („seitdem ich denken kann“), belegen die Erkenntnisse des Wissenschaftlers. Dieser vermutet weiter, dass einige Menschen über bestimmte Gene verfügen, die helfen, diese Verbindungen und somit die Synästhesie beizubehalten.
Psychologen konnten nachweisen, dass Synästheten im Vergleich zu einer Normstichprobe bessere Leistungen bei einem Gedächtnistest erbringen konnten.
Die Vererbbarkeit von Synästhesie lässt darauf deuten, dass Gene einen Einfluss über die Ausbildung dieses Phänomens haben. Dies kann aber nicht der alleinige Faktor sein, da eineiige Zwillinge untersucht wurden, die verschiedene Synästhesien zeigten. Die Vermutung, dass Synästhesie X-chromosomal vererbt wird, konnte bisher wissenschaftlich weder bestätigt noch verworfen werden.
Als „Beweis“ dafür, dass Synästhesie kein Produkt von gesteigerter Fantasie oder mnemonischen Techniken ist, dient die folgende Erkenntnis: Die V4/V8-Region im Gehirn ist die visuelle Region, die der Verarbeitung von Farben dient. In jeder Gehirnhälfte gibt es eine V4/V8-Region. Bei Wort-FarbSynästheten springt das linke V4/V8-Areal lediglich auf Wörter, jedoch nicht auf Farben an. Eine Lateralisierung weist auch die Sprache auf: Bei den meisten Personen befinden sich die wichtigsten Sprachzentren eher in der linken als in der rechten Gehirnhälfte. Die Autoren vermuteten bei den untersuchten Wort-FarbSynästheten eine Verknüpfung von Spracharealen in der linken Gehirnhälfte mit der linken V4/V8-Region.

## In der Dichtung
In der Rhetorik steht der Begriff für das Vermischen von Sinnesebenen. Vor allem bei Romantikern war diese Art der Gefühlsübermittlung beliebt. Viele Lyriktheorien gehen sogar so weit, dass sie nicht ein Vermischen von zuvor Getrenntem annehmen, sondern grundsätzlich abstreiten, dass sich Sinnesbereiche klar voneinander trennen lassen. In der Lyrik komme dieser Umstand eben nur besonders deutlich zum Vorschein, wie in diesen Versen von Brentano:
Hör, es klagt die Flöte wieder,

Und die kühlen Brunnen rauschen,

Golden weh’n die Töne nieder –

Stille, stille, laß uns lauschen!

Holdes Bitten, mild Verlangen,

Wie es süß zum Herzen spricht!

Durch die Nacht, die mich umfangen,

Blickt zu mir der Töne Licht.
Gesehenes („Golden“), Gehörtes („die Töne nieder“), Gefühltes („weh’n“) werden hier durchmischt. Manchmal kommt Gesehenes und Gehörtes in derselben Zeile: „Golden weh’n die Töne nieder“, „Blickt zu mir der Töne Licht“. – Zwar lassen sich solche Sätze nicht analytisch auflösen, nicht jedem Wort ein Gegenstand unserer Erfahrung zuweisen; trotzdem ist der Text nicht bedeutungslos oder unverständlich.
In der modernen Lyrik ist die Dichtung Georg Trakls ein gutes Beispiel für die Verwendung synästhetischer Elemente. Ein neueres Beispiel für Synästhesie in der Literatur ist Tabu von Ferdinand von Schirach: Die Kapitel sind nach Farben eingeteilt; der Protagonist des Romans, der Fotokünstler Sebastian von Eschburg, ist Synästhetiker, was sich in seinen Werken widerspiegelt.

## Philosophische Aspekte
Zwar stellt sich kein konkretes Bild beim Lesen des Verses ein, aber er gibt trotz allem etwas zu verstehen. Dabei ist das, was er aussagt, eindeutig, obwohl ihm kein Gegenstand in der Welt unserer Erfahrung korrespondiert. Dies geschieht, da sich Sinnliches und Inhaltliches in solcher Dichtung nicht trennen lassen: Es gibt keine „Aussage“ des Gedichts, die unabhängig von ihrer sprachlichen Form wäre. Nicht erst hat der Dichter eine „Idee“, die er dann versprachlicht, sondern in der Sprache selbst geschieht das Ver-dichten.
Der synästhetische Charakter der Dichtung ist also aufs Engste mit der Alltagssprache verbunden, die – anders als wissenschaftliche analytische Begriffe – die Welt unserer Erfahrung stets in ihrer Mannigfaltigkeit abbildet, ohne dabei grundsätzlich zwischen verschiedenen physikalischen Sinnesregionen zu trennen. Eine solche scharfe Trennung bringt erst die wissenschaftliche Erfassung der Welt, indem sie die Begriffe von Raum und Zeit zu ihren obersten Maßstäben macht unter denen von nun ab alles verortet wird. Nach Martin Heidegger ist jedoch eine solche raum-zeitliche Trennung, eine metaphysisch-philosophische Annahme, ein Dogma, das die Welt in einem verzerrten Lichte zeigt. Denn seine Rechtmäßigkeit erweist der Primat von Raum und Zeit nur am praktischen Erfolg der Wissenschaften, also der Naturbeherrschung, dass er aber als metaphysische Ansicht den einzig wahren Zugang zur Welt darstellt, kann er nicht aus sich selbst erweisen. Heideggers Ansprüche, die metaphysische Betrachtung zu überwinden, reichen jedoch weit über das wissenschaftliche Konzept der Synästhesie hinaus, da diese trotz möglicher Vermischungen von einer grundsätzlichen Scheidung der Sinnesbereiche ausgeht.
Betrachtet man die Synästhesie im Kontext der abendländischen Geschichte menschlicher Wahrnehmungstheorien, dann wird deutlich, dass die Sinnesbereiche erst durch die Trennung von leiblichem Empfinden und geistigem Erkennen voneinander geschiedenen wurden. In den antiken Wahrnehmungslehren wurde die Beziehung der Sinne untereinander noch symbiotisch gedacht und auch im frühen Christentum finden sich zahlreiche synästhetische Beschreibungen, mit denen vor allem die Wahrnehmung Gottes gepriesen wird. Erst im 15. Jahrhundert begann die leiblich-sinnliche Weltwahrnehmung zugunsten einer zunehmend intellektuellen Welterkenntnis in den Hintergrund zu rücken. Der damit verbundene Entsinnlichungsprozess war mit einer Dissoziierung der Sinne und ihrer Spezialisierung verbunden. Sie wurden im weiteren Verlauf nach und nach techn(olog)isch aufgerüstet. Diese Entwicklungen führten dazu, dass die Synästhesie als leibliche Form der Wahrnehmung in Vergessenheit geriet. Der erst in den Lexika des 19. Jahrhunderts nachweisbare Begriff der Synästhesie wird daher entweder als poetische oder sprachmagische Technik geführt, die als kühn gelobt oder pathologisch verachtet wurde. In medizinischen Lexika der gleichen Zeit wird die Synästhesie hingegen als Verwechslung physiologischer Vorgänge definiert. Erst im 20. Jahrhundert, das im Zuge einer somatischen Wende auf die Entsinnlichung reagierte, begann man die Synästhesie als kognitives Phänomen bzw. als genetisches Relikt wissenschaftlich wiederzuentdecken.